# Vuurkruis

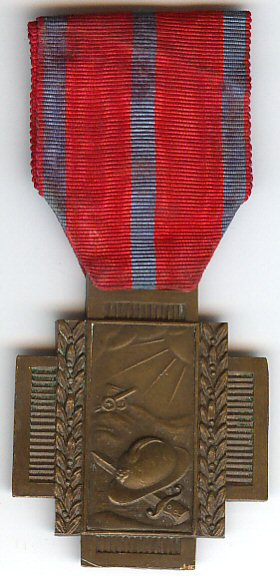

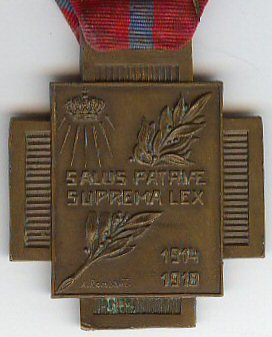

Het Vuurkruis (Frans: Croix du Feu) was een Belgische militaire onderscheiding die werd toegekend aan alle houders van de zogenaamde "Vuurkaart" die werd uitgereikt aan iedereen die zich tijdens de Eerste Wereldoorlog minstens 32 maanden aan het front had bevonden. De medaille werd ingesteld bij koninklijk besluit van 6 februari 1934. Deze onderscheiding kon niet postuum worden toegekend.

## Uiterlijk
De onderscheiding is een 44 mm brede en 54 mm hoge (inclusief lintlus) bronzen kruiskwadraat. Behalve de 3 mm brede, vlakke rand waren de dwarsarmen gegroefd: horizontaal voor de zijarmen en verticaal voor de verticale armen aan zowel de voorzijde als de achterzijde van het kruis. De centrale rechthoek (van 30 mm breed en 37 mm hoog) droeg op de voorzijde, aan weerszijden een 5 mm brede rand met verticale lauriertakken. In het midden van deze rechthoek staat een reliëfbeeld van een verlaten slagveld met op de voorgrond het reliëfbeeld van een Belgische helm uit de Eerste Wereldoorlog, een bajonet, en een houwitser. Rechtsboven breekt de zon door de wolken. Op de keerzijde staat een grote lauriertak die zich diagonaal uitstrekt van linksonder naar rechtsboven die doorsneden wordt door een reliëfinscriptie met twee regels in het Latijn: "SALUS PATRIAE SUPREMA LEX" ("DE NATIONALE REDDING IS ONZE HOOGSTE PLICHT"). In de linkerbovenhoek bevindt zich een koningskroon van waaruit zeven reliëfstralen zich naar beneden uitstrekken. Rechtsonder staat boven elkaar geschreven: "1914" en "1918". Linksonder (net onder de stengel van de lauriertak) staat de naam van de ontwerper van deze onderscheiding: "A. Rombaut". Het kruis hangt aan een 36 mm breed rood zijden lint met drie verticale, blauwe strepen (één in het midden en de andere twee aan weerszijden (op 1 mm van de randen van het lint)).

## Vooraanstaande ontvangers (selectie)
- Willy Coppens de Houthulst
- Jean-Baptiste Piron
- Victor van Strydonck de Burkel
- Armand De Ceuninck